# 川崎市立西中原中学校
川崎市立西中原中学校（かわさきしりつ にしなかはらちゅうがっこう）は、神奈川県川崎市中原区下小田中二丁目にある公立中学校、及び併設されている夜間学級。

## 概要
当校は1947年に開校した川崎市立の中学校である。2017年5月5日に開校70周年を迎え、2018年3月3日に創立70周年記念式典が開催された。1982年4月より夜間学級を併設。
2017年12月よりセンター方式による中学校完全給食を開始し、同時に夜間学級でも補食給食を開始した。
校地面積は27,941m²と、川崎市内随一の広さを誇る。2024年6月4日現在、通常級35学級、特別支援学級6学級、夜間学級3学級の46学級で、在籍生徒数1,370名は日本の公立中学校の中で、最大の人数を誇る。川崎市唯一の夜間学級、そして市内に2校しかない相談指導学級（現在は独自に適応支援室として運用）を併設している。

## 学区
学区は大戸小学校・大谷戸小学校・新城小学校の小学区全域、下小田中小学校・今井小学校の一部区域となっている。
学区が広範囲に及ぶため、新城小学校・大谷戸小学校校区の一部生徒は武蔵新城駅から武蔵中原駅まで公立中学校では珍しく、電車通学となっている。
以下、西中原中学校の校区を示す。
- 上小田中一丁目～六丁目（二丁目の若干と六丁目の一部を除く）
- 下小田中一丁目～六丁目
- 新城一丁目～五丁目
- 下新城一丁目～三丁目
- 上新城一丁目・二丁目
- 新城中町

## 教育目標

### 校訓
- 探る心
- 耐える力

### 心得
- しっかりと勉強しよう
- 正しい行動をとろう
- 美しく豊かな心を持とう
- からだを鍛えよう

## 校舎・設備

### 概要
2011年に新校舎が完成し、新校舎(2011年完成)である4階建ての1棟(北棟)、旧校舎(東側校舎…1979年、西側校舎…1990年完成)の2棟（南棟）の合わせて２棟が建っている。
1棟は3階西側と4階が2学年、2階と3階東側が3学年の教室、2棟は全て1学年の教室となっている。
他に1985年完成の体育館・武道場(格技室)・2010年完成のプール棟などがある。
なお、体育館は2017年9月から2018年2月まで全面リニューアル工事が行われ、こけら落としとして2018年3月3日に創立70周年記念式典、記念祝賀会、卒業生全員を対象とした第2回大同窓会が開催された。

### 基本データ
校地面積　　27,941平方メートル
校舎建坪　　8,292,79 平方メートル
- 普通教室　37
- 特別教室
  - 図書室、理科室２、音楽室２、金工室、木工室、被服室
  - 調理室、視聴覚室、教育相談室２、進路相談室
  - 美術室2、コンピューター室、夜間学級2
  - 相談指導学級（適応支援室）教室2、多目的室３、多目的スペース、 少人数教室8、生徒更衣室6
- 管理室　
  - 校長室、職員室、保健室、用務員室、放送室、印刷室、事務センター、教材室３、理科準備室
  - 技術科準備室、家庭科準備室、美術科準備室、音楽科準備室
  - 夜間学級職員室、相談指導学級（適応支援室）職員室
- その他　
  - 体育館 996.3平方メートル、プール 1,291.8平方メートル、格技室 374.4平方メートル
  - プール棟、部室棟、学校園、鳥舎、備蓄倉庫、作業場

## 校歌
- 校歌制定：昭和30年1月8日
- 作詞：早川富潤
- 作曲：下総皖一

## 主な部活動における近年の実績
- 軟式野球・・・文部科学大臣杯第5回全日本少年軟式野球大会優勝(2013年度)
- ハンドボール・・・第8回春の全国中学生ハンドボール選手権大会女子優勝(2012年度)・第42回全国中学校ハンドボール大会女子優勝(2013年度)・第13回春の全国中学生ハンドボール選手権大会男子第３位(2017年度)・第48回関東中学校ハンドボール大会女子出場(2019年度)・第48回全国中学校ハンドボール大会男子出場(2019年度)・第50回関東中学校ハンドボール大会女子出場(2021年度)・第50回全国中学校ハンドボール大会男子ベストエイト(2021年度)・第51回全国中学校ハンドボール大会男子準優勝(2022年度)
- バレーボール・・・第38回全日本中学校バレーボール選手権大会男子出場(2019年度）・第56回関東中学校バレーボール大会出場(2021年度)
- 相撲・・・第49回全国中学校相撲選手権大会出場(2019年度）
- 陸上競技・・・第47回全関東中学校陸上競技大会男子出場（2019年度)・第46回全日本中学校陸上競技選手権大会女子出場(2019年度)
- 水泳競技・・・第43回関東中学校水泳競技大会男子出場(2019年度)・59回全国中学校水泳競技大会女子出場(2019年度)
- 駅伝競走・・・第21回関東中学校駅伝競走大会男子出場(2013年度)・第23回全国中学校駅伝競走大会女子出場(2015年度)
- バドミントン・・・第60回全国中学校バドミントン大会男子優勝、県大会無敗(2023年度)
- ソフトテニス・・・第49回関東中学校歩ソフトテニス大会女子出場(2019年度)
- 体操競技・・・第40回関東中学校体操競技大会女子出場(2014年度)
- 吹奏楽・・・第22回東関東吹奏楽コンクール中学校の部A部門出場(2016年度)
- 新体操・・・第62回神奈川県総合体育大会男子優勝(2019年度)
- サッカー・・・ 第66回神奈川県総合体育大会優勝(2023年度) 市の大会無敗(2024年度)関東大会出場
- また、毎年秋に行われる川崎市中学校総合体育大会では、2024年現在、23年連続で男女総合優勝を果たしている。

## 著名な出身者
- 高野研一<慶應義塾大学大学院教授><日本原子力発電株式会社取締役>
- 渡邉裕規＜プロバスケットボール選手（栃木ブリックス）・2019年Bリーグオールスター選出＞
- 松長根悠仁＜プロサッカー選手（川崎フロンターレ）＞
- さわやか五郎＜上々軍団、お笑いコンビ・創立70周年記念文化祭にサプライズ出演＞
- 河原純一＜元プロ野球選手（巨人・西武・中日）、現プロ野球独立リーグ監督＞
- パンチ佐藤＜元プロ野球選手（オリックス）、現タレント）
- 植松伸之介＜元プロハンドボール（ドイツ・ブンデスリーガ）選手、監督、現明星大学コーチ兼男子ユース（U19）日本代表監督＞
- 阿部展行＜元ハンドボール日本代表、日本リーグ選手（中村荷役・ホンダ）＞
- 小沢勝利＜元ハンドボール日本リーグ選手（湧永製薬・トヨタ車体）＞

## 交通
- JR南武線武蔵中原駅徒歩3分。
- 川崎市営バス「鷺02」・「杉10」・「溝04」、東急バス「鷺02」・「杉09」・「杉06」の各系統で中原会館バス停で下車後徒歩2分